# Ruta dels Reis

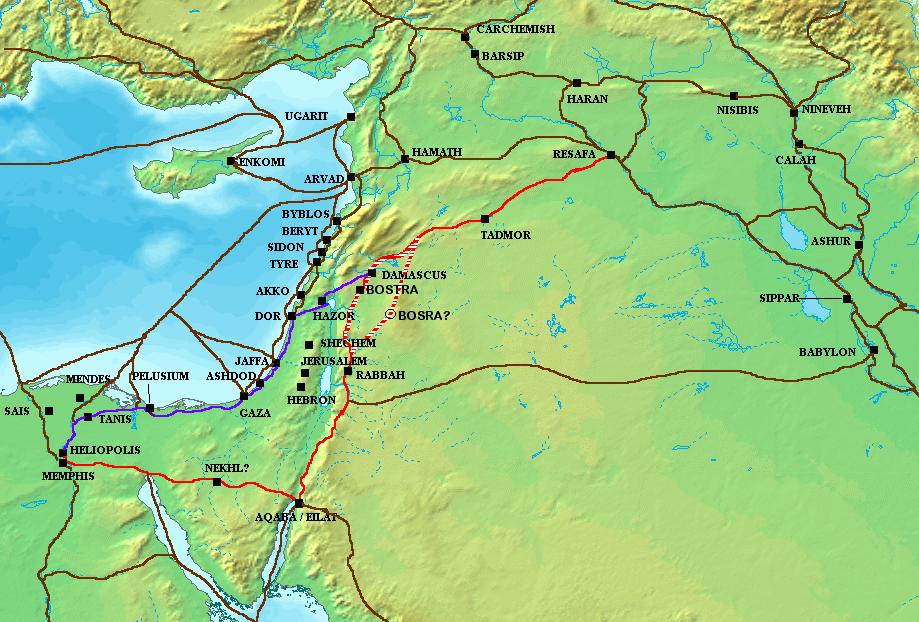
El camí dels Reis (en vermell) al

El camí o ruta dels Reis va ser una ruta comercial de vital importància per al Creixent Fèrtil, que unia el Nil amb l'Eufrates creuant la península del Sinaí i el llevant mediterrani. La seva importància estratègica està en el fons de les guerres entre els diferents imperis, Egipte, hitites o Assíria, i possiblement en les que van mantenir el Regne d'Israel i el de Judà.
Una de les referències més antigues al camí dels Reis està en Nombres, 20, 17: “Així que et demanem que ens deixis passar pel teu territori. No passarem a través de camps sembrats o de vinyes, ni beurem l'aigua dels pous; anirem al llarg del camí del rei, sense desviar-nos a dreta o esquerra fins que hàgim passat a través del teu territori”.

## Traçat
Començava a Heliòpolis i es dirigia a l'est, a Clysma (ciutat de Suez). Travessava el desert del Sinaí pel pas de Mitla, protegit per les fortaleses de Nekhl i Theme, fins a arribar a Elat i Àqaba, al nord del mar Roig. Des del golf d'Àqaba, ja en Orient Mitjà, prenia la direcció nord seguint la vall de Wadi Araba i passant per Petra, Ma'an, Udruh, Sela, i Shaubak, i creuant les ciutats moabites d'Al Karak i Madaba fins a arribar al mar Morta. Des d'allà, resseguia el riu Jordà pel seu marge oriental, passant per Rabbah (Amman), Gerasa, Bozrah, fins a Damasc. Un cop a Damasc s'unia a la via Maris, girant cap a l'est, per arribar a Resafa en el curs superior de l'Eufrates, passant per Palmira.

## Altres usos
Aquesta ruta també va ser usada pels nabateus, que traficaven amb articles de luxe com resina d'encens i espècies des del sud d'Aràbia fins a Petra d'Aràbia.
Durant el període romà, una secció del camí va formar part de la via Nova Trajana, que unia Europa amb Aràbia.
Posteriorment, la ruta ha estat utilitzada pels pelegrins cristians a Terra Santa, per accedir al mont Nebot o Betània. Per als musulmans, va ser la ruta principal del hajj a la Meca, fins que els otomans van construir el Tariq al-Binta al segle xvi.
Jordània explota turísticament el tram que creua el seu territori, amb visites a Amman, Jerash, Madaba, el castell croat d'Al Karak (Crac dels Moabites), Betània (on va ser batejat Jesucrist), Petra, Shaubak (Crac de Mont-real) i Aqaba.